# Szczęsne (Mazovie)
Pour les articles homonymes, voir Szczęsne.
Szczęsne (prononciation : [ˈʂt͡ʂɛ̃snɛ]) est un village polonais de la gmina de Grodzisk Mazowiecki dans le powiat de Grodzisk Mazowiecki de la voïvodie de Mazovie dans le centre-est de la Pologne.

## Histoire
De 1975 à 1998, le village appartenait administrativement à la voïvodie de Varsovie.